# Astronomische Gesellschaft
Astronomische Gesellschaft (A.G.) – organizacja astronomiczna założona w 1863 roku w Heidelbergu jako druga na świecie. Jest młodsza jedynie od brytyjskiej Royal Astronomical Society. W 1882 roku A.G. założyło Centralne Biuro Telegramów Astronomicznych (Central Bureau for Astronomical Telegrams) z siedzibą w Kilonii, które w trakcie I wojny światowej zostało przeniesione do Østervold Observatory w Kopenhadze (zarządzane przez Copenhagen University Observatory).
Na przełomie XIX i XX w. A.G. prowadziło swego czasu najważniejsze i największe na świecie astrometryczne katalogi gwiazd, zwące się Astronomische Gesellschaft Katalog, które ukazały się trzykrotnie: AGK1 – w latach 1890-1954, AGK2 – 1951-1958, oraz AGK3 w roku 1975.

## Nagrody
Organizacja przyznaje następujące nagrody:
- Medal Karla Schwarzschilda – dla najwybitniejszych astronomów i astrofizyków,
- Nagroda Ludwiga Biermanna – dla najwybitniejszych młodych (do 35 roku życia) astronomów,
- Nagroda Bruno H. Bürgela,
- Nagroda Hansa L. Neumanna.